# 丸山侯彦
丸山 侯彦（まるやま よしひこ、1964年11月12日 - ）は、群馬県出身の元騎手（地方・高崎）。
JRAの騎手である丸山元気は長男。

## 経歴
1983年11月12日の高崎第1競走・カネエイコウ（2着）で初騎乗を果たし、同16日の第6競走で初勝利を挙げる。デビュー以来、北関東のトップジョッキーとして活躍し、2005年に引退するまで地方通算1817勝を挙げた。
1998年からはタマルファイターとのコンビで中央でも活躍し、1999年6月20日の福島第11競走吾妻小富士オープンでは最内を利してアンブラスモアを叩く大逃げを打ち、単勝120倍の大波乱で中央初勝利を挙げる。2000年には重賞昇格前のオーシャンステークスで12番人気ながら2着、サマースプリントステークスではメジロダーリングとクビ差3着、2001年のNSTオープンでは10番人気ながらヒシピナクル・ユキノサンロイヤルを抑えて3着に入る。2002年のオーシャンステークスではディヴァインライト・ネイティヴハート・ダイワルージュ・トキオパーフェクトを抑えてショウナンカンプの3着に入った。
2001年にはモガアルテスコでスプリングカップを制し、4月21日の福島第9競走ゆきつばき賞では15頭中12番人気ながらメンバー中最速35秒7の脚を使って2着に入った。
2002年6月23日の福島第9競走栗子特別では南田美知雄厩舎のカッツミーで勝利し、3年ぶりの中央勝利は初の中央馬での勝利となった。カッツミーは次走のラジオたんぱ賞を勝利するが、ラジオたんぱ賞には乗れなかった丸山は「僕の代わりに」と宇都宮のトップジョッキー内田利雄を南田に紹介し、内田には「直線で間に合わないと思っても間に合うから」とアドバイス。レースでは4コーナーで14番手まで位置を落とすが、内田の脳裏に丸山のアドバイスがよぎり、直線で13頭を飲み込んで勝ち切った。
2003年12月6日の中山第10競走葉牡丹賞では8番人気のドラゴンキャプテンで3着、続く同20日の中山第10競走ひいらぎ賞では7番人気で5着に入った。明けて2004年には青峰賞を大差で逃げ切り、2月29日の中山第9競走水仙賞でも逃げて4着に粘る。スプリングカップではスタート直後から先頭に立ち、2着馬に8馬身差を着ける逃げ切り勝ちで圧倒的人気に応えた。
高崎の開催最終日となった2004年12月31日は第2競走C5/11普通・エイダイボタンで最後の勝利を挙げ、第8競走A/B1普通・ライトシーザーに騎乗するが、故障し競走中止に終わり、第9競走以降は雪で中止されたため、これが高崎での最終レースとなった。
高崎廃止後は宇都宮に移籍し、3月14日の第6競走西川田賞・ブラックエンペラーが最後の勝利、第10競走平成16年度とちぎ大賞典・トウショウゼウス（11頭中11着）が宇都宮最後の騎乗、2日後の同16日のダイオライト記念・タワリングドリーム（11頭中10着）が現役最後の騎乗となった 。
2009年に長男・元気が競馬学校を卒業した際には、「できれば騎手にしたくなかったけれど、今は素直にうれしい」とコメントした。

## 通算成績
- 地方 - 12743戦1817勝 勝率14.3% 連対率27.2%
- 中央 - 154戦5勝 勝率3.2% 連対率5.8%

### 主な騎乗馬
- イーヒメ（1984年三才優駿）
- エレガントホース（1985年北関東菊花賞）
- シユウカクレデイ（1987年三才優駿、1988年クイーンカップ）
- コマツナンキン（1991年クイーンカップ）
- クラージユガツソン（1991年シルバー賞）
- キャリーファースト（1993年高崎オークス）
- サンダークロード（1995年, 1996年シルバー賞、1996年, 1999年高崎観音賞、1997年アラブ大賞典）
- ユーロライナー（1998年カネユタカオー記念）
- サンエムキング（2000年高崎記念・スプリンターズ賞・東国賞・太平記記念、2002年織姫賞・開設記念）
- ジャパシュキング（2000年アラブ大賞典）
- モガアルテスコ（2001年スプリングカップ）
- ドラゴンキャプテン（2004年青峰賞・スプリングカップ）
- フォースキック（2002年尊氏賞・春光特別、2004年端午賞・フレンドリーカップ）
- エフケーアニカ（2004年ビューティフルトロフィー銀蹄賞）
- ミホノコトブキ（2004年ブライアンズロマン記念）
- ベストサウンド（2004年東国賞）
- ファイブソルジャー（2004年コンフィデンスカップ）